# Ramularia violae
Ramularia violae är en svampart som beskrevs av Trail 1889. Ramularia violae ingår i släktet Ramularia och familjen Mycosphaerellaceae.   Inga underarter finns listade i Catalogue of Life.